# Barbers Point Housing
Barbers Point Housing és una població dels Estats Units a l'estat de Hawaii. Segons el cens del 2000 tenia 67 habitants.

## Demografia
Segons el cens del 2000, Barbers Point Housing tenia 67 habitants, 16 habitatges, i 16 famílies La densitat de població era de 100,39 habitants per km².
Dels 16 habitatges en un 87,5% hi vivien nens de menys de 18 anys, en un 100,0% hi vivien parelles casades, en un 0,0% dones solteres, i en un 0,0% no eren unitats familiars. En el 0,0% dels habitatges hi vivien persones soles el 0,0% de les quals corresponia a persones de 65 anys o més que vivien soles. El nombre mitjà de persones vivint en cada habitatge era de 4,19 i el nombre mitjà de persones que vivien en cada família era de 4,19.
Per edats la població es repartia de la següent manera: un 50,7% tenia menys de 18 anys, un 1,5% entre 18 i 24, un 38,8% entre 25 i 44, un 9,0% de 45 a 64 i un 0,0% 65 anys o més.
L'edat mediana era de 17,8 anys. Per cada 100 dones hi havia 91,43 homes. Per cada 100 dones de 18 o més anys hi havia 106,25 homes.
La renda mediana per habitatge era de 65.625 $ i la renda mediana per família de 65.625 $. Els homes tenien una renda mediana de 49.531 $ mentre que les dones 0$. La renda per capita de la població era de 21.083 $. Aproximadament el 0,0% de les famílies i el 0,0% de la població estaven per davall del llindar de pobresa.

## Poblacions més properes
El següent diagrama mostra les poblacions més properes.